# رشید هجری
رُشید هجری از محدثان و فقیهان و یاران علی بن ابیطالب، حسن بن علی، حسین بن علی و علی بن حسین سه امام بعدی شیعیان، بود.
وی از سوی علی بن ابیطالب «رشیدالبلایا» نامیده شد و طبق عقیده شیعیان دوازده امامی به «بلایا و منایا» آگاهی یافت و گاه از سرنوشت و نحوه مرگ افراد خبر می‌داد. علی بن ابیطالب همچنین نحوه قتل او را که توسط یکی از امرای بنی امیه و با قطع دستان و زبانش خواهد بود به وی گفته بود.به عقیده شیعیان وی توسط عبیدالله بن زیاد به طرز فجیع ولی مفاخره آمیزی به قتل رسید.

## زندگی نامه
هَجَری منسوب به شهر هَجَر که در قدیم، مرکز سرزمین بحرین یا نام کل این سرزمین بوده، یا شهری در یمن و یا روستایی در نزدیکی مدینه است.
رُشید هجری جزو اصحاب خاص علی بن ابیطالب بوده است. شیخ طوسی از وی در زمرۀ اصحاب و راویان حسن بن علی حسین بن علی و علی بن حسین  نام برده است. 
علی بن ابیطالب وی را رشید البلایا خوانده است. موسی بن جعفر نیز از ویژگی وی (آگاهی از سرنوشت و نحوه مرگ افراد) یاد کرده است.

## مرگ
علی بن ابیطالب از بریده شدن دست ها و پاهای رشید و مصلوب شدن وی خبر داده بود. گویا رشید به دست زیاد بن ابیه به قتل رسید گرچه برخی قاتل او را عبیدالله بن زیاد می دانند. طبق نقل شیخ مفید، ابن زیاد دستور داد دست، پا و زبان رشید را قطع کردند و سپس او را به دار آویختند.
مرقد رشید یک صحن و حرم با گنبدی فیروزه ای در شهر کفل در جنوب شرقی کشور عراق دارد. روی سنگ نبشته ای تاریخ بنای کنونی ۱۴۱۴ قمری درج شده است.